# Passiflora arborea
Passiflora arborea es un árbol del subgénero Astrophea, en el género Passiflora, y perteneciente a la familia Passifloraceae.

## Descripción
Es un árbol que alcanzan un tamaño de 5 a 10 metros de altura, desprovisto de zarcillo.  Tronco recto, con ramas cilídricas glabras. La hojas son estipulas lineares agudas; pecíolo de 2 a 3 cm, de largo y cilíndrico; lámina oblonga o ovado-oblonga de 10 a 30 cm de largo y de 7 a 15 cm de ancho, aguda o subobtusa en el ápice, redondeada o subcuneada en la base, entera en los bordes, penninervia (con 10 a 15 pares de nervios laterales), con glándulas situadas (nectarios) a ambos lados y cerca de la base del nervio central, glabra o ligeramente hisuta en los nervios del envés, membranácea, glauca en el envés. Los pedúnculos de hasta 8 cm de largo, brácteas pequeñas y setáceas. Flores blancas y perfumadas.  Fruto más o menos ovoide, de 3 a 4 cm de largo por 1 a 2,5 cm de ancho con tres estilos remanentes; semillas aovadas amarillentas, puenteadas, de unos 6 mm de largo.

## Distribución
Esta especie está distribuida en Colombia y Ecuador entre los 1.000 a 2.300 m s. n. m., principalmente en los bordes de bosques y carreteras.

## Taxonomía
Passiflora arborea fue descrita por Curt Polycarp Joachim Sprengel y publicado en Systema Vegetabilium, editio decima sexta 3: 42. 1826.
Etimología
Passiflora: nombre genérico que adoptado por Linneo en 1753 y significa "flor de la pasión" (del latín passio = "pasión" y flos = "flor"), fue otorgado por los misioneros jesuitas en 1610, debido a la similitud de algunas partes de la planta con símbolos religiosos de la Pasión de Cristo, el látigo  con el que fue azotado = zarcillos, los tres clavos = estilos; estambres y la corola radial = la corona de espinas.
arborea: epíteto latíno que significa "con porte arbóreo"